# Asociación Española de Normalización y Certificación
La Asociación Española de Normalización y Certificación (AENOR) fue desde 1986 hasta 2017 una entidad dedicada al desarrollo de la normalización y la certificación (N+C) en todos los sectores industriales y de servicios.
El 1 de enero de 2017, AENOR se separó jurídicamente en dos partes independientes
- Por un lado se crea la actual Asociación Española de Normalización (UNE), que es la entidad designada por España para realizar las actividades de normalización en el país (normas UNE) y también participa en la normalización a nivel internacional (normas EN e ISO).
- Por otro lado, las actividades de evaluación de la conformidad (certificación) y otras actividades auxiliares, quedan en manos de la nueva AENOR Internacional, S.A.U.

## Historia
La Asociación Española de Normalización y Certificación se constituyó en 1986, al amparo de la Ley de Asociaciones 191/1964, siendo ese mismo año designada por el entonces Ministerio de Industria y Energía, coincidiendo con la incorporación de España a la Comunidad Económica Europea, la apertura de fronteras que suponía era al mismo tiempo una gran oportunidad y un tremendo reto para los productos españoles.
Hasta esa fecha, las labores de normalización eran responsabilidad del Instituto de Racionalización y Normalización (IRANOR), entidad pública creada en 1945 dependiente del Consejo Superior de Investigaciones Científicas. Sectores económicos y administración pública coincidieron en la necesidad de que nuestro país dispusiese de una organización similar a las que ya existían en otros países europeos. Así, se trasladó a la iniciativa privada las actividades de normalización y certificación con la constitución de una organización privada e independiente y sin fines lucrativos. El objetivo era difundir la cultura de la calidad entre el tejido productivo español para así mejorar su competitividad.
También en 1986 se creó la infraestructura básica para desarrollar la actividad de certificación, entonces circunscrita exclusivamente a la certificación de producto. Así, los primeros comités técnicos de certificación fueron los de plásticos y aparatos domésticos. Paulatinamente se fueron creando comités hasta alcanzar los 70 actuales. La certificación de producto, en la primera década, se refería a material de construcción y eléctrico. Es a finales de los 90 cuando se inicia en nuevos campos como la alimentación, la artesanía o los servicios.
En 1989 se comenzó a certificar sistemas de gestión según la norma UNE-EN ISO 9001 y desde entonces su proyección ha sido constante hasta superar los 26.000 certificados.[cita requerida] En la década de los 90 esta certificación era fundamentalmente demandada por las organizaciones puramente industriales, pero a partir del año 2000, con la publicación ese año de una nueva versión de la Norma ISO 9001, se abre el abanico a las organizaciones de servicios y a las pymes.
En 1992, la celebración de la Cumbre de la Tierra en Río de Janeiro supuso el inicio de las políticas ambientales. Ese mismo año, la Entidad inició su actividad en este campo y emitió sus primeros certificados de sistemas de gestión ambiental en 1994. De esta certificación, la segunda de sistemas de gestión más implantada, AENOR ha emitido 6.900 certificados.[cita requerida]

### El cambio de modelo
En 2016 la Asamblea General de la Asociación acordó la modificación de sus Estatutos y la separación jurídica, funcional y contable de las actividades de normalización y cooperación internacional de las mercantiles (evaluación de la conformidad, formación y servicios de información) trasfiriendo las mismas a AENOR Internacional, S.A.U. (Sociedad Anónima Unipersonal)
Este proceso se materializó el 1 de enero de 2017, quedando la Asociación Española de Normalización (UNE) como una entidad privada, multisectorial y sin fines lucrativos, designada por el Ministerio de Economía, Industria y Competitividad como organismo nacional de normalización.

## Funciones
Las funciones de AENOR son:
1. Normalización: UNE es el organismo legalmente responsable del desarrollo y difusión de las normas técnicas en España.
2. Certificación: los certificados de AENOR son de los más valorados en el ámbito internacional, ya que esta organización ha emitido certificados en más de 60 países. AENOR se sitúa entre las 10 certificadoras más importantes del mundo.[cita requerida]
3. Actividad editorial: ofrece un amplio catálogo de libros técnicos, libros electrónicos, revistas entre otros.
4. Diseño de software: AENOR diseñó Ceertol, que es la familia de soluciones informáticas para la gestión de los sistemas.
5. Formación en distintas áreas:

- Gestión de calidad
- Calidad y seguridad alimentaria
- Gestión ambiental
- Responsabilidad Social y desarrollo sostenible
- Energía y cambio climático
- Seguridad y salud en el trabajo
- Tecnologías de la información
- Recursos humanos y formación

1. Servicios de información: proporcionan información general sobre las siguientes cuestiones:

- Normas UNE y otros documentos normativos nacionales, europeos e internacionales.
- Sistemas, procesos, normas aplicables y marcas de certificación de AENOR, para productos, servicios, sistemas de calidad, prevención de riesgos laborales, entre otros.
- Legislación nacional española y comunitaria relacionada con las actividades de normalización.
- Información comercial sobre las distintas publicaciones y servicios de AENOR.
- Información sobre certificaciones en vigor.

### Primeros pasos en la normalización
En el primer año se crearon los primeros 24 comités técnicos de normalización. Un año más tarde, AENOR asumía la representación de España ante los organismos europeos (CEN, CENELEC y ETSI) e internacionales (ISO e IEC).
En la actualidad, AENOR cuenta con más de 200 comités técnicos de normalización en los que participan cerca de 6.000 expertos en la materia.

### Hitos
| Año  | Hito |
| ---- | --- |
| 1986 | Creación de AENOR |
| 1987 | Primera norma UNE editada |
| 1988 | Primer certificado de Marca N de Producto                                                                                          |
| 1989 | Primer certificado de sistema de gestión de la calidad                                                                             |
| 1990 | Primer proyecto de Cooperación Internacional                                                                                       |
| 1992 | Creación del Centro de Formación                                                                                                   |
| 1993 | Apertura de la primera delegación, en el País Vasco, y de la Agencia de AENOR en Andalucía                                         |
| 1994 | Primer certificado de Sistema de Gestión Ambiental                                                                                 |
| 1996 | AENOR, primera entidad española acreditada por la Entidad Nacional de Acreditación (ENAC)                                          |
| 1997 | Apertura de AENORMéxico |
| 1999 | Creación del CEIS (Centro de Ensayos, Innovación y Servicios)                                                                      |
| 2001 | Creación de AENORinternacional |
| 2002 | Primer certificado de sistemas de Gestión en I+D+i                                                                                 |
| 2004 | Primer certificado de sistemas de Gestión en Seguridad y Salud Laboral                                                             |
| 2005 | Acreditación por les Naciones Unidas como Entidad Operacional Designada – Protocolo de Kyoto. Primera entidad española en lograrlo |
| 2008 | Creación de AENORlaboratorio |
| 2009 | Apertura de la última delegación, Castilla La Mancha. AENOR presente en las 17 Comunidades Autónomas                               |
| 2010 | Apertura de sedes en Ecuador, República Dominicana y Marruecos                                                                     |
| 2017 | Desaparece la anterior AENOR y se crea UNE(normalización) y AENOR Internacional, S.A.U. (certificación y actividades auxiliares)   |

## Finalidad y compromisos de AENOR
AENOR contribuye a mejorar la calidad en las empresas, sus productos y servicios, proteger el medio ambiente y el bienestar de la sociedad. 
Sus compromisos son cinco: 
- Pretenden que participen todas las partes interesadas en la elaboración de normas técnicas españolas.
- Aportar a los productos, servicios y empresas un valor competitivo diferencial certificándolos, para favorecer la cooperación internacional y las relaciones comerciales
- Obtener garantías de un desarrollo competitivo mediante la orientación de la gestión a la satisfacción de nuestros clientes, la participación activa y con criterios de calidad total.
- Difundir una cultura relacionada con la calidad y que identifique a AENOR como apoyo a quien busca la excelencia.
- La expresión de los valores de AENOR y la garantía del rigor, la imparcialidad y la competencia técnica de los servicios de certificación, manifiestos en la Declaración aprobada por el Comité de la Imparcialidad.

## La certificación de AENOR
La certificación es una acción que lleva a cabo una entidad independiente, por la que se declara que una organización, producto, proceso o servicio, cumple con unos requisitos que están definidos en unas normas o especificaciones técnicas.
Las marcas de AENOR aseguran que esta certificación es verídica y constituyen un elemento diferenciador en el mercado, mejorando la imagen de productos y servicios ofrecidos y generando confianza entre clientes y consumidores.
A través de esta certificación, se crea confianza hacia la organización, los clientes, los accionistas, los empleados, las administraciones públicas y el entorno social de la empresa. También confianza respecto a la calidad, en la seguridad de los productos o servicios. Confianza en el compromiso con el medio ambiente y en la seguridad de los trabajadores, así como en la apuesta por la innovación. 
Ante el actual exceso de información, las organizaciones sienten la necesidad de simplificar ciertas decisiones, y es por esto que buscan proveedores cuya gestión y productos ya cuenten con este tipo de certificaciones que proporciones confianza.
AENOR, ofrece sus marcas con el objetivo de conceder de esta ventaja competitiva a las organizaciones que busquen la excelencia.

## Miembros
Cualquier entidad y persona física o jurídica, pública o privada, que tenga interés en el desarrollo de la normalización o la certificación puede ser miembro de AENOR, ya que es de carácter asociativo. En la actualidad, cuentan con más de 800 miembros, entre ellos figuran las principales asociaciones empresariales, primeras empresas españolas y una buena representación de Administraciones Públicas de todos los niveles.

### Categorías
- Individuales: Personas físicas y jurídicas
- Miembros corporativos: Organizaciones empresariales y asociaciones de consumidores de ámbito estatal
- Miembros adheridos: Empresas e instituciones.
- Miembros de honor: Personas físicas o jurídicas que reciben esta consideración como reconocimiento al servicio de los fines de la Asociación

### Ventajas
Formar parte de esta entidad permite:
- Participar en las actividades de AENOR
- Adquirir normas y publicaciones o inscripción en cursos de formación con descuentos
- Recibir mensualmente la revista AENOR, anualmente el catálogo de normas y el Informe Anual.

### Órganos de gobierno
1. Todos los Órganos de Gobierno son convocados y presididos por el presidente.
2. La Asamblea General es el órgano supremo en el que participan todos los miembros. La función de estas consiste en elegir a la Junta Directiva, a la que le compete la representación y la dirección de la Asociación.
3. La Junta Directiva está compuesta por un máximo de 70 vocales que representan a las distintas clases de miembros y a las partes interesadas y que, a su vez, eligen a la Comisión Permanente y marta
4. La Comisión Permanente está compuesta por 10 vocales, es responsable de supervisar y controlar el cumplimiento de las directrices establecidas por la Junta Directiva.

## Participación en los organismos internacionales y regionales de normalización
AENOR es el miembro español de las siguientes organizaciones internacionales de normalización:
- Organización Internacional para la Normalización (ISO);
- Comisión Electrotécnica Internacional (IEC).

Asimismo, a nivel europeo, AENOR es el miembro español en los siguientes organismos de normalización reconocidos:
- Comité Europeo de Normalización (CEN);
- Comité Europeo de Normalización Electrotécnica (CENELEC).

Y es el organismo nacional español de normalización ante el Instituto Europeo de Normalización de las Telecomunicaciones (ETSI).